# Калифано, Кристиан
Кристиа́н Паска́ль Жан Калифано «Кали́» (фр. Christian Pascal Jean Califano, род. 16 мая 1972, Тулон) — французский регбист и мотогонщик. Играл на позиции пропа (столба). Шестикратный чемпион Франции, победитель Кубка Хейнекен 1995/1996 в составе клуба «Тулуза». Первый и единственный на данный момент француз, выступавший за команду из Новой Зеландии.

## Карьера игрока

### Клубная
Воспитанник школы команды «Тулон», выступал в составе под руководством Даниэля Эрреро. В возрасте 19 лет дебютировал за основную команду, выступал там до 1991 года. С 1991 по 2001 годы выступал за «Тулузу» под руководством Клода Портолана, в составе которой выиграл шесть чемпионатов Франции и Кубок Хейнекен. В 2001 году он стал первым в истории регби французским игроком, заигравшим в Супер Регби: он выступал в новозеландском клубе «Блюз». В 2002 году он перебрался в Англию, где выступал за команду «Сарацины». С 2003 по 2006 годы представлял «Ажен» в Топ14, с 2006 по 2008 играл за «Глостер». Карьеру завершил 21 февраля 2008. Некоторое время после окончания официальной профессиональной карьеры на любительском уровне выступал за «Бастию» и дубль «Тулузы».

### В сборной
В сборной дебютировал 26 июня 1994 в матче против Новой Зеландии. Последнюю игру сыграл 9 июня 2007 против той же сборной после долгого отсутствия. Провёл 70 официальных игр (плюс две неофициальные), набрал 35 очков благодаря семи попыткам (три из них он занёс в матче против Румынии 20 апреля 1996, принеся победу 64:12). Со сборной Франции в 1997 и 1998 годах он выиграл Большой шлем Кубка пяти наций, а также в 1995 и 1997 годах выиграл Латинский кубок. Участник чемпионатов мира 1995 и 1999 годов.

## Вне карьеры регбиста
С 2004 по 2010 годы Калифано состоял в совете региона Юг — Пиренеи от Социалистической партии, возглавляя комитет по спорту.
В январе 2010 года Кристиан по совету своего друга Сириля Депре, французского авто- и мотогонщика, дебютировал в ралли-марафоне «Дакар» в категории мотоциклистов. Ему удалось всего один раз приехать к финишу, набрав 32 часа штрафа, совершив несколько серьёзных падений и пропустив ряд контрольных точек для завершения гонки (итого он финишировал последним, отстав на целых 80 часов от Депре). Кристиан продолжил выступления, приняв участие в гонках 2011 и 2012 годов.
C 2017 года является директором Федерации регби Прованса.

### На телевидении
- В 1996 году участвовал во французском шоу «Fort Boyard» в составе команды регбистов, ведомой телеведущим Дидье Дерлишем, выиграв сумму в 148890 франков (примерно 22698 евро).
- В 2010 году участвовал в реалити-шоу «Пекинский экспресс» вместе с журналисткой Изабелль Морини-Боск.
- Работает экспертом и комментатором на различных телеканалах, в том числе на телеканале газеты L'Equipe.
- Участвовал в 2013 году во французском телешоу «Splash» на TF1 (французская версия передачи «Вышка» на российском Первом канале), где занял 2-е место.